# Lactel
 (janvier 2014).
Lactel est une marque commerciale de produits laitiers du groupe agroalimentaire français Lactalis.

## Historique
En 1921, Monsieur Albert Joseph Deschamps (Fondateur, président et directeur) et Monsieur Jacques Masurel (fondateur associé), créent ensembles à Tourcoing et dans un souci de lutter contre la tuberculose, la Laiterie scientifique lactella nutricia française (à laquelle fut très vite associé au conseil d'administration Monsieur Oscar Lambret qui par ailleurs, donne son nom au CHU de Lille), Laiterie industrielle dite compagnie générale d'alimentation lactée qui s'installa dans le quartier de la blanche porte au 23 avenue des Flocons.   
Production de lait stérilisé, de lait maternisé, de lait écrémé, de babeurre, lait battu, fromage frais, lactosérum, etc.. sous le nom « Lactella ».   
En 1932, Lactella crée la marque « Lactel ».   
Après le décès de Monsieur Deschamps en 1948, c'est Monsieur Masurel,  son associé principal et de la première heure, qui assura la continuité de Lactella jusqu'en 1958.    
Il faut préciser que Monsieur Masurel n’a absolument pas démérité, bien au contraire. Il s’est heurté à devoir composer avec l’existant d’une part mais surtout d’autre part aux changements de la société au lendemain de la 2d guerre mondiale et qui nécessitaient pour l’entreprise une adaptation des moyens de productions face à cette nouvelle conjoncture. des investissements et les financements qui vont avec..    
Lactella a cessé son activité.   
Le bâtiment est alors utilisé par l'UNA (Union des Négociants en produits Alimentaires) déjà présente en annexe de l'entreprise Lactella.    
La marque Lactel est reprise en 1967 par la holding des fermiers réunis. 
Elle est rachetée par Besnier en 1984, avant que le groupe ne change de nom pour devenir Lactalis, en s'inspirant du nom de sa nouvelle marque phare de lait de consommation.

## Gamme
La marque est exploitée pour la commercialisation de lait UHT en brique ou en bouteille
- Laits standardisés (écrémé, demi-écrémé, entier)
- Lait standardisé à partir de laits crus issus de l'agriculture biologique certifiée
- Laits infantiles (marque Eveil)
- Laits standardisés vitaminés (marque Bol de vie)
- Laits standardisé aromatisés (marque Lactel Max)
- Lait standardisé et délactosé (marque Matin léger)
- lait fermenté(marque laban)

## Provenance des produits agricoles
Les laits crus réfrigérés sont achetés aux agriculteurs éleveurs engagés par contrat avec Lactalis, collectés, mélangés et acheminés vers les usines du groupe. En France, l'origine française du lait est indiquée sur l'emballage, conformément à la loi, et pour l'information du consommateur. 

## Transformation
Après avoir subi un contrôle qualité, le lait cru est standardisé en matière grasse, stérilisé et conditionné dans des emballages (brique ou bouteille), lui assurant une durée de vie de plusieurs mois. 
La transformation des laits crus et le conditionnement du lait standardisé s'effectue dans 6 usines en France et en Belgique :
- Clermont de l'Oise
- Rodez
- Montauban
- Petit-Fayt
- Vitré
- Walhorn (Belgique)